# Aïssatou Njayou
Aïssatou Njayou, plus connue sous le nom de Aïssa Njayou, est une actrice, réalisatrice, et scénariste camerounaise.

## Biographie

### Enfance, débuts
Elle fait ses études sécondaires au lycée classique et moderne de Garoua où elle fait ses premiers pas sur la scène en intégrant le club théâtre. Après les études sécondaires, elle s'inscrit à l’Université de Yaoundé 1 où elle fait des études en Arts du Spectacle et Cinématographie.

### Carrière

#### Actrice
Aïssa Njayou fait ses débuts au théâtre avant de se lancer dans le cinema. Elle commence sa carrière d'actrice en 2016 à travers la  trilogie  État-Civil du réalisateur et producteur camerounais Cyrille Masso. Elle est revelée au grand public à travers la série Les Parodies de Takam du comédien camerounais Ulrich Takam. En 2019, elle apparait dans le film Run du réalisateur camerounais Rodrigue Fotso.

#### Réalisatrice
Aïssa Njayou se lance dans la réalisation de film en 2023 avec son premier projet intitulé Ekol publik group 2 . La même année, elle participe à la compétition 10 Jours pour un Film, organisée par le Goethe-Institut Kamerun dans le cadre du Festival Écrans Noirs. Elle remporte la compétition grâce à son court-métrage Ngoungoure : 30 minutes de règne . Le prix lui permet de bénéficier d’une formation intensive en réalisation audiovisuelle à la FilmArche à Berlin en Allemagne. En 2024, son film Ngoungoure : 30 minutes de règne  remporte le Stylo d'or à la 10e édition du First Short, le Festival panafricain des films d’école.
En 2024, elle réalise son second court métrage intitulé Imbroglio.

## Filmographie

### Réalisatrice
- 2023: Ekol publik group 2
- 2023: Ngoungoure : 30 minutes de règne

### Comme actrice
- 2016: État-Civil de Cyrille Masso
- 2018: Yaoundé de Jean-Noël Bah
- 2019: Run de Rodrigue Fotso
- 2020: The Crooked Ondes de Dante Fox

## Prix et récompenses
- 2023: Lauréat 10 Jours pour un Film
- 2024 : Stylo d'or au festival  panafricain des films d’école